# Synecta ulothrix
Synecta ulothrix är en fjärilsart som beskrevs av Louis Beethoven Prout 1932. Synecta ulothrix ingår i släktet Synecta och familjen mätare. Inga underarter finns listade i Catalogue of Life.